# Corrida (cascadas)

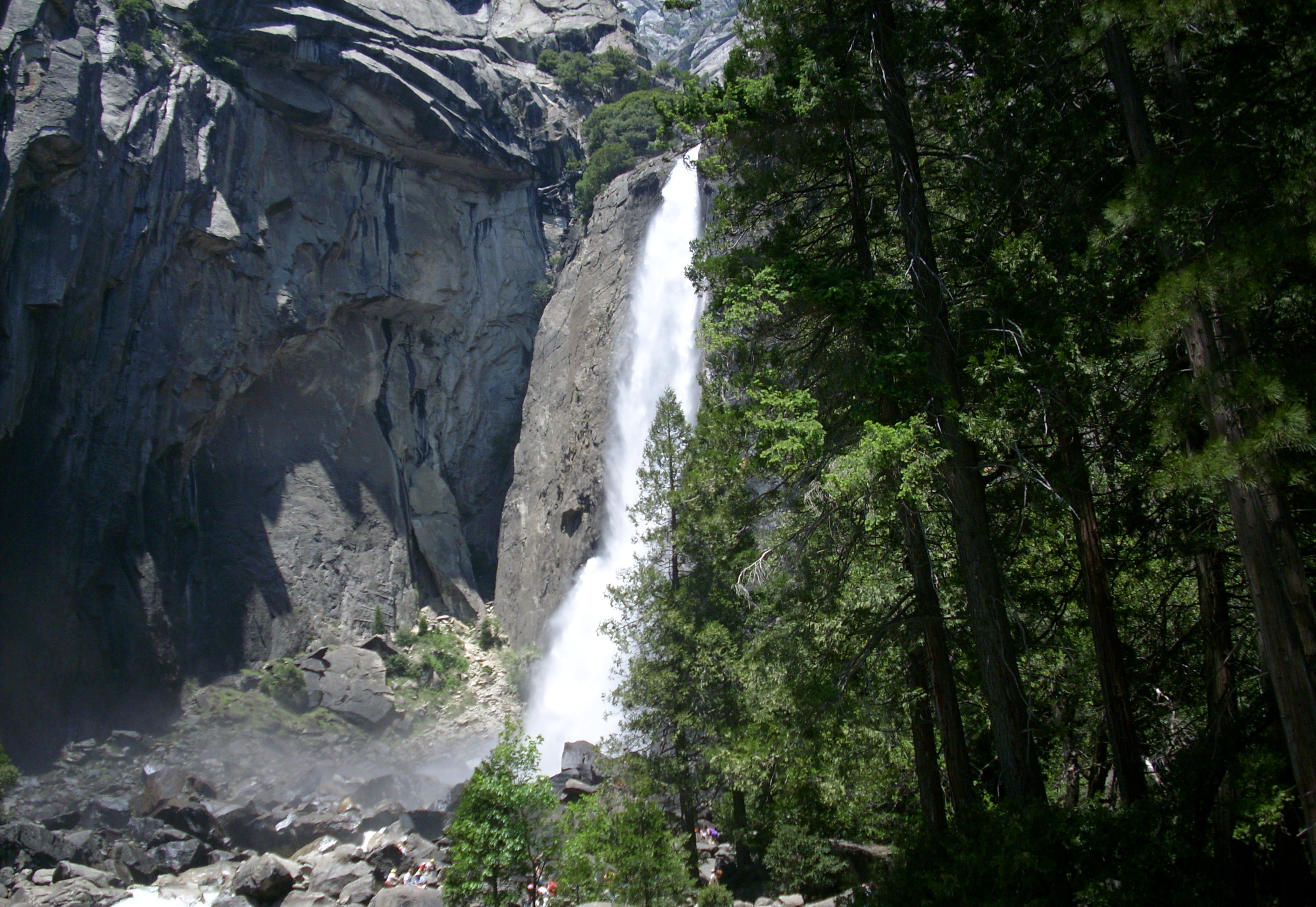
El bajo Salto Yosemite es un ejemplo de cascadas que tienen una corrida corta, porque su inclinación es más vertical.

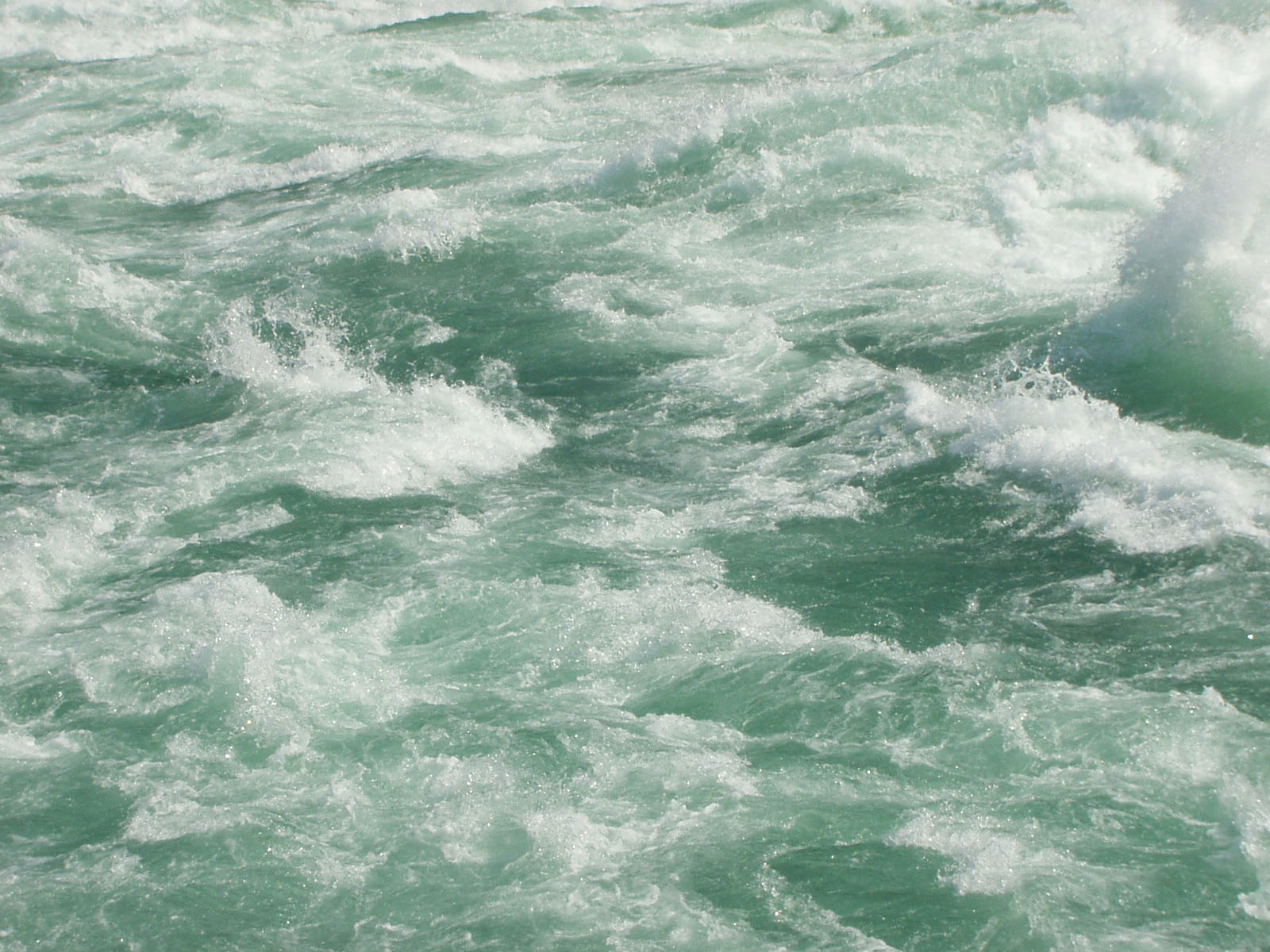
Típicamente, los rápidos tienen una corrida más larga que las cascadas verticales.

En las cascadas, la corrida es la distancia lineal de la corriente que fluye desde el borde de la cascada a su base. Por lo tanto, una cascada más pronunciada tendría un recorrido más corto, y una cascada menos inclinada tendría una corrida larga. A modo de ejemplo, los rápidos suelen tener corridas más largas, ya que su caída real suele ser mucho más corta que la distancia del flujo. Las cascadas verticales, tales como el Salto Yosemite, tienen corridas cortas.